# Адлерская чайная фабрика
А́длерская ча́йная фа́брика — бывшее предприятие чайной промышленности в микрорайоне Адлер Адлерского района города Сочи, Краснодарский край, Россия. В советское время было одним из двух предприятий переработки марки Краснодарского чая.

## История
Фабрика была построена в 1953, вступила в строй в 1954. Первые 5 лет здесь производилась только первичная обработка чайного листа, а с 1957 началась расфасовка. В 1960 начата термическая обработка чайного листа. Комплекс фабрики разрушен в 2009.

## Продукция
В советское время с фабрики на рынок поступает более 350 тонн ежегодно чёрного байхового чая под маркой «Краснодарский». Поставки чайного листа — с Адлерского и Верхнехостинского чайных совхозов.